# Hazelaarblaasmot
De hazelaarblaasmot (Phyllonorycter coryli) is een vlinder uit de familie mineermotten (Gracillariidae). De wetenschappelijke naam is voor het eerst geldig gepubliceerd in 1851 door Nicelli.
De soort komt voor in Europa.